# Улица Щецинас
Улица Ще́цинас (латыш. Ščecinas iela, иногда транслитерируется как Шчецинас) — улица в Северном районе Риги, в историческом районе Межапаркс. Пролегает в северо-западном направлении, от перекрёстка проспекта Кокнесес с улицами Карля Ватсона, Хамбургас и Судрабу Эджус до улицы Стокхолмас.
По официальным сведениям, длина улицы составляет 215 метров, однако эта цифра не учитывает 125-метровый начальный участок улицы (до развилки с ул. Гданьскас), относимый некоторыми источниками к улице Гданьскас.
На всём протяжении улица Щецинас покрыта асфальтом, разрешено двустороннее движение. Общественный транспорт по улице не курсирует.

## История
Впервые встречается в картографическом материале середины 1900-х годов под названием Штеттинская улица (латыш. Štetinas или Štetīnes iela, нем. Stetinerstrasse) — согласно названию города Щецина в те времена (многие улицы этого района названы в честь городов Ганзейского союза). С 1915 по 1917 год была временно переименована в Терскую улицу (латыш. Terekas iela), затем название в честь города Штеттина (с 1945 — Щецин) было возвращено. Других переименований не было.

## Застройка
Улица Щецинас застроена частными жилыми домами первой половины XX века:
- Дом № 2 — жилой дом на 4 квартиры (архитектор А. Владимиров, 1912; перестроен в 1930, архитектор П. Клевер)[6].
- Дом № 3 — архитектор Э. Купфер, 1911[6].
- Дом № 4 — памятник архитектуры государственного значения (архитектор К. Пекшенс, 1909)[7].
- Дом № 5[2] — собственный дом архитектора Герхарда фон Тизенгаузена (1912), памятник архитектуры государственного значения[8].
- Дом № 6 — архитектор Э. Купфер, 1908[6].
- Дом № 8 — первоначально 2-квартирный дом (архитектор С. Нудельман, 1909); в 2008 году взамен прежнего построен новый дом[1] (архитекторы Т. Плисс, А. Пушмуцане)[6].
- Дом № 9 — «дом-двойник», архитектор А. Браунфельд, 1930[6].
- Дом № 10 — построен в 1910 году (архитектор Х. Тимер), реставрирован в 1996 (архитектор Т. Гринберга), позднее расширен[6].

## Прилегающие улицы
Улица Щецинас пересекается со следующими улицами:
- проспект Кокнесес
- улица Карля Ватсона
- улица Хамбургас
- улица Судрабу Эджус
- улица Гданьскас
- улица Стокхолмас